# Online Etymology Dictionary
Online Etymology Dictionary – internetowy słownik objaśniający pochodzenie słów w języku angielskim. Słownik opracował leksykograf Douglas Harper.
Baza serwisu opiera się na An Etymological Dictionary of Modern English autorstwa Ernesta Weekleya i szeregu innych źródeł.